# ۱۶۶۴ (میلادی)
۱۶۶۴ (میلادی)، هزار و ششصد و شصت و چهارمین سال تقویم میلادی است.

## زادگان

### ژانویه
- ۱ ژانویه - ایروبه یاسوناگا، سامورایی اهل قلمرو یونه‌زاوا. (درگذشتهٔ ۱۷۴۱)
- ۲۴ ژانویه - جان ونبرو، معمار و نمایش‌نامه‌نویس اهل انگلستان. (درگذشتهٔ ۱۷۲۶)

### فوریه
- ۲۴ فوریه - توماس نیو کامن، مخترع و مهندس بریتانیایی. (درگذشتهٔ ۱۷۲۹)

### مارس
- ۲۰ مارس - یوهان هومن، جغرافی‌دان و حکاک آلمانی. (درگذشتهٔ ۱۷۲۴)

### مه
- ۲۰ مه - آندرئاس شلاوتر، معمار و مجسمه‌ساز آلمانی. (درگذشتهٔ ۱۷۱۴)

### ژوئن
- ۳ ژوئن - رایخل رایش، نقاش اهل جمهوری هلند. (درگذشتهٔ ۱۷۵۰)

## درگذشتگان

### ژانویه
- ۱ ژانویه - یوهان شرودر، شیمی‌دان اهل آلمان. (زادهٔ ۱۶۰۰)

### مارس
- ۳۰ مارس - گورو هر کریشن، هشتمین گورو از گورو‌های دهگانه در آیین سیک. (زادهٔ ۱۶۵۶)

### مه
- ۵ مه - جووانی بندتو کاتیلونه، نقاش و حکاک اهل ایتالیا. (زادهٔ ۱۶۰۹)

### ژوئن
- ۲ ژوئن - آنری دوم، دوک گیز، کشیش کاتولیک اهل فرانسه. (زادهٔ ۱۶۱۴)
- ۳۰ ژوئن - اوئه‌سوگی تسوناکاتسو، نوزدهمین رهبر خاندان اوئه‌سوگی. (زادهٔ ۱۶۳۹)

### ژوئیه
- ۱۵ ژوئیه - ابراهیم حاقلانی، فیلسوف و زبان‌شناس لبنانی مارونی. (زادهٔ ۱۶۰۵)
- ۱۶ ژوئیه - آندریاس گریفیوس، شاعر، نویسنده و مترجم آلمانی. (زادهٔ ۱۶۱۶)

### اوت
- ۲ اوت - محمد بن شریف، دومین امیر تافیلالت.
- ۲۷ اوت - فرانسیسکو دی زورباران، نقاش اهل اسپانیا. (زادهٔ ۱۵۹۸)

### نوامبر
- ۱۸ نوامبر - میکلوش زرینی، شاعر و اشرف‌زادهٔ مجاری-کروات. (زادهٔ ۱۶۲۰)

### تاریخ نامشخص
- پل لو ژیون، مبلغ مذهبی انجمین عیسی اهل فرانسه. (زادهٔ ۱۵۹۱)
- لان یینگ، نقاش چینی. (زادهٔ ۱۵۸۵)